# Libnotes colossus
Libnotes colossus là một loài ruồi trong họ Limoniidae. Chúng phân bố ở miền Australasia.